# Bayview (Texas)
Bayview é uma cidade  localizada no estado norte-americano de Texas, no Condado de Cameron.

## Demografia
Segundo o censo norte-americano de 2000, a sua população era de 323 habitantes. 
Em 2006, foi estimada uma população de 445, um aumento de 122 (37.8%).

## Geografia
De acordo com o United States Census Bureau tem uma área de 
8,5 km², dos quais 7,3 km² cobertos por terra e 1,2 km² cobertos por água.

## Localidades na vizinhança
O diagrama seguinte representa as localidades num raio de 12 km ao redor de Bayview. 